# Scality
 (janvier 2025).
Scality est une entreprise française créée en 2009. Spécialisée dans les logiciels de stockage (Software Defined Storage (SDS)) et de gestion de données informatiques, tout volume (Core to Edge to Cloud), ou les supports de stockages retenus (On Premise, Cloud privé, cloud public, multi-cloud ou Hybrid), elle opère dans plus de 48 pays.

## Historique

### Création et grandes étapes
Scality est fondée en 2009 par Jérôme Lecat, Giorgio Regni, Daniel Binsfeld, Serge Dugas et Brad King, cinq spécialistes de l’infrastructure d’Internet (passés par UUnet, Software.com, Sun Microsystems, Bizanga,...) et multi-entrepreneurs. Créée en tant que filiale de la société Bizanga, Scality est rachetée par ses 5 fondateurs lors de la vente de Bizanga à Cloudmark en février 2010.
Dès sa création, elle ouvre des bureaux à Paris, San Francisco et Tokyo, choisissant une stratégie de développement international précoce.
En octobre 2014, Scality signe un accord de distribution mondial avec Hewlett Packard (devenu HPE). En 2016, l’entreprise annonce également des collaborations avec Dell et et Cisco. En 2020, elle signe un partenariat technologique avec Outscale (filiale du groupe Dassault Systèmes) autour d’une offre de cloud de confiance, Outscale Object Storage. En 2021, elle annonce un partenariat technologique avec Jaguar Network (filiale d'Iliad) autour d’une offre similaire, Atlas Object Storage, service S3 liant stockage d'objets à la sécurisation multi-datacenters.

### Levées de fonds
Une série A de $5M avec OMNES et Galileo est réalisée dès Juin 2010, rapidement suivie d’une Série B de $7M menée par Idinvest en mars 2011. Une nouvelle levée de fonds de 22 millions est annoncée en 2013, menée par Iris Capital et FSN PME et suivie par les investisseurs existants,.
Scality lève 45 millions de dollars en août 2015. Une levée de fonds de série D menée par Menlo Ventures (en), avec la participation de tous les investisseurs existants. En 2016, HPE réalise un investissement stratégique minoritaire dans l’entreprise. En avril 2018, l’entreprise annonce une nouvelle phase de financement de 60 millions de dollars. A laquelle s’ajoutent à nouveau 20 millions de dollars en 2021.

### Activité
Dans un monde de plus en plus digitalisé et face aux menaces toujours plus élaborées (émergence de l’IA), la protection des données devient critique pour tout type d’organisation - privé, public. Selon l'OCDE, une intelligence artificielle peut représenter un véritable risque  pour le lieu de travail pour des raisons notamment de confidentialité de données, d’intensification du travail, de biais et de discrimination.
C’est pour répondre à l'explosion des coûts de stockage et en parallèle aux réductions budgétaires dédiées à l’IT , que Scality a élaboré ses solutions de stockage.

### Equipe
Scality compte environ 200 employés répartis dans 12 pays sur tous les continents. Le groupe réalise 80 % de son chiffre d’affaires à l’international, avec plus de 350 clients dans 48 pays. La grande majorité de la R&D et du support technique est basée en France.
Scality est un spécialiste des systèmes distribués et des architectures cloud. Ces architectures se caractérisent par une approche 100% logicielle, qui peut être déployée sur tout serveur standard, et par l'absence de point de défaillance unique. Cette approche, mise en oeuvre par tous les hyperscalers, permet de construire des plateformes qui évoluent dans le temps, simplement en remplaçant les vieux serveurs par des serveurs de nouvelle génération.
Scality collabore avec plusieurs instituts de recherches, notamment l’INRIA, et contribue à de nombreux projets opensource comme OpenStack, Kubespray, COSI.
L’entreprise a également établi des collaborations technologiques avec des acteurs majeurs :  
- Hewlett-Packard Enterprise (HPE) : Accord mondial de distribution.
- Dassault Systèmes : Partenariat sur le cloud souverain avec Outscale.
- FreePro (Iliade) : Solutions multi-datacenters
- Veeam
- Super Micro

### Discussion sur la souveraineté
Avec la numérisation croissante des activités économiques, sociales et administratives, le volume de données informatiques a considérablement augmenté. Ces données, souvent hébergées sur des serveurs de fournisseurs étrangers comme Amazon Web Services (AWS), Microsoft Azure ou Google Cloud, sont soumises à des lois extraterritoriales, telles que le Cloud Act américain, qui autorisent par exemple les États-Unis à accéder à certaines données hébergées par des entreprises américaines, même si ces données sont stockées à l’étranger.
Ce contexte a conduit les autorités françaises à s’interroger sur les risques associés à une telle dépendance, notamment en matière de confidentialité des données sensibles, de souveraineté économique et de cybersécurité.
La France a lancé plusieurs initiatives pour développer des solutions alternatives et garantir l’indépendance technologique du pays :
- Gaia-X : Ce projet européen, soutenu par la France, vise à créer un écosystème cloud ouvert et sécurisé, favorisant l’interopérabilité et la souveraineté des données[15] .
- Numérique en nuage de confiance[16] : Ce label, créé en 2021, certifie les solutions cloud respectant des normes strictes de sécurité et d’hébergement sous juridiction européenne.

Initiatives locales : Plusieurs acteurs français, comme OVHcloud, Scaleway ou 3DS Outscale, proposent des solutions d’hébergement et de traitement des données en conformité avec les exigences souveraines.
Dans un contexte où les données jouent un rôle central dans l’économie et la géopolitique mondiale, la souveraineté française en matière de stockage des données informatiques est devenue une priorité stratégique. Elle nécessite une collaboration renforcée entre l’État, les entreprises et les institutions européennes pour relever les défis technologiques et juridiques à venir.
Scality, en tant qu'entreprise franco-américaine spécialisée dans les solutions de stockage de données, est soumise à des réglementations complexes en matière de protection des données, notamment le Cloud Act américain et le Règlement Général sur la Protection des Données (RGPD) européen.

## Produits

### RING
RING est le socle d'une solution cloud hybride pour la gestion et le stockage des données. Cette solution technologique relève le défi de la protection de données dont la volumétrie croît en permanence. L’architecture distribuée de RING permet de gérer des dizaines de petabytes de données dans un seul système. Les données bénéficient d’une protection optimisée grâce à la géo-distribution.
Construit sur une base évolutive, RING offre un stockage objets complet compatible avec Amazon S3, NFS et SMB compatibles POSIX dans un seul système, avec une protection des données de niveau entreprise.
En 2024, Scality annonce RING XP qui adresse la problématique IA : d’une latence de 500 microsecondes Scality RING XP permet aux outils IA d’être alimentés en données en conséquence.

### ARTESCA
Lancée en avril 2021, ARTESCA est une solution de stockage objet S3, qui s’intègre à l’écosystème Kubernetes. C’est une solution axée sur les applications et adaptée aux nouveaux et futurs workloads.
Avec ces deux solutions, Scality propose une plateforme qui accélère la remontée d’informations commerciales pour des prises de décision pertinentes et rapides.

## Principaux clients et secteurs d’intervention
Scality adresse les très grandes entreprises, notamment les secteurs de la finance et de l’industrie, les télécoms, les fournisseurs de services cloud, et le secteur public dont la santé, et les médias.
De grands comptes clients de longue date, dont des acteurs publics, font également confiance à Scality pour le stockage et la gestion de leurs données. En démocratisant l’accès à ses solutions, Scality travaille avec des ETI, et des PME, auxquelles elle propose également des solutions adaptées.
A travers ses clients B2B et B2C, Scality annonce compter près de 800 millions d’utilisateurs directs et indirects.
Clients privés : Believe, Orange, SFR, EDF, Société Générale, BPCE, Bloomberg, HBO, ComCast, Irish Prison, la Librairie du Congrès américain, Polskie Koleje Państwowe, University Hospital Basel, etc.
Références françaises : APHM, Outscale, Sequoia, Société Générale, etc.

## Distinctions
Scality est régulièrement distinguée au fil des ans pour le stockage objet par IDC. Classée leader dans le premier Magic Quadrant de Gartner pour les systèmes de fichiers distribués et le stockage objet (8 fois de suite), et finaliste en 2014 pour les logiciels de systèmes de stockage par Storage Magazine.
Scality fait partie de la FrenchTech et a été distinguée par un Trophée Future licorne. Scality a également été récompensée comme leader et outperformer par GigaOm.

## Engagement
Scality alloue chaque année un budget de soutien à différentes initiatives, autour de la recherche médicale (Association Laurette Fugain, Course du cœur et Mécénat Chirurgie Cardiaque). L’entreprise est également signataire de la charte d'engagement envers les plus de 50 ans portée par La French Tech Grand Paris.
L’entreprise attache une importance particulière à l’impact sociétal et environnemental de son activité, se hissant parmi les 25% d’entreprises les plus vertueuses selon le label de certification EcoVadis, lui attribuant une médaille d’argent.